# استویبا
استویبا (به لاتین: Stoyba) یک منطقهٔ مسکونی در روسیه است که در استان آمور واقع شده‌است.